# Sven Piayda
Sven Piayda (* 1977 in Gelsenkirchen) ist ein zeitgenössischer deutscher Künstler, der Fotografie, Video, Klang sowie computermanipuliertes und -generiertes Bildmaterial verwendet. Er ist zudem als Musiker und DJ aktiv.

## Leben
Piayda studierte von 1998 bis 2003 Gestaltungstechnik an der Universität Duisburg-Essen. Während des Studiums begann er sich mit Fotografien an verschiedenen Ausstellungen zu beteiligen. Seit 2006 unterrichtet er Bildbearbeitung, vektorbasiertes Gestalten, computergenerierte Bilderstellung, digitale 3D-Gestaltung und Audiovision. Des Weiteren hält er Vorträge zum Digitalen in der Kunst und ist als Musiker mit verschiedenen Projekten unterschiedlichster Stile wie AESTATE, Record Of Tides und Architects Of Utter Destruction aktiv. Er betreibt zudem das Musiklabel Zany Music, auf welchem er vornehmlich eigene Produktionen veröffentlicht. Seit 2003 betreibt er einen Blog, in dem er neben kunstbezogenen auch persönliche Themen behandelt.
Er lebt in Mülheim an der Ruhr und Luxemburg.

## Werk
Der reflexive Aspekt bezüglich der genutzten Medien und ihrer manipulativen Technologie spielt eine wichtige Rolle in seinen Arbeiten. So reflektieren seine Videoinstallationen und Fotografien die Möglichkeiten ihrer selbst. Die Arbeiten zitieren oftmals Medien- oder Kunstgeschichte, spielen mit der postmodernen Idee des Remixes oder der Spiegelung des Prozesses von Bildproduktion und -konsum.

## Einzelausstellungen
- 2022: Needle In The Multiverse, Kunstwerden, Essen
- 2019: If And Only If, SG1 Kunstraum, Duisburg
- 2018: Adaptation (You´re Mine), Galerie Gublia, Essen
- 2016: Tragic Kingdom (Exquisite Boredom), Kunstraum Unten, Bochum
- 2016: Puddle, Kunstmuseum Gelsenkirchen, Gelsenkirchen
- 2015: #howdeepisyourlove, Galerie Tellerrand, Gelsenkirchen
- 2015: New Pictures From Outer Rim, galerie143, Dortmund
- 2014: Seascapes, Ikosaeder Galerie, Essen
- 2014: Show/Time, Kunstverein Bochumer Kulturrat, Bochum
- 2013: Imaginary Black Forest, Clowns & Pferde Galerie, Essen
- 2012: The Promise Of Absence, galerie143, Dortmund

## Gruppenausstellungen (Auswahl)
- 2024: Fragments Of Interests, POMA / Mestský Park Košice, Košice, Slovakia
- 2024: Begegnungen, Galerie an der Ruhr, Mülheim an der Ruhr
- 2024: Einsicht, Forum Kunst und Architektur, Essen
- 2023: Sound Of The Multitude, Urbane Künste Ruhr, Mülheim an der Ruhr
- 2022: Home! (Call The Curator), Kunsthaus Essen, Essen
- 2022: (Es Lebe Die) Freiheit, Galerie an der Ruhr, Mülheim an der Ruhr
- 2021: WOW! -  Made In OB, Ludwiggalerie Schloss Oberhausen, Oberhausen
- 2021: Das Runde, Kunstmuseum Mülheim an der Ruhr, Mülheim an der Ruhr
- 2021: Eurotopia: What Is Your Europe, Halle für Kunst Steiermark, Austria
- 2021: Stadt Park Haus, Kulturzentrum Herne, Herne
- 2021: Video Kunst Ausstellung, Clowns & Pferde, Essen
- 2020: Kurzstummfilmfestival, Zeche Carl, Essen
- 2020: We Don´t Pray For Love - We Just Pray For Cars, Alter Wartesaal im Bahnhof, Herne
- 2020: Schöner! (Teil 3), Galerie an der Ruhr, Mülheim an der Ruhr
- 2020: AnsehBar, öffentlicher Raum, Gelsenkirchen
- 2020: Die Dekonstruktion Der Urbanen Welt, Eldel Extra e.V., Nürnberg
- 2019: Jahresschau, Kunstmuseum Gelsenkirchen, Gelsenkirchen
- 2019: Can Art Be The Toothless Tiger That Bites Trump?, DRU Industriepark, Ulft, NL
- 2019: Ob-Art 2019, Ludwiggalerie Schloss Oberhausen, Oberhausen
- 2019: This Is What I Want To Show You, The Horsebridge Arts Centre, Whitstable, United Kingdom
- 2018: Architekturen, Raum für zeitgenössische kunst, Nürnberg
- 2018: Joseph und Anna Fassbender Preis, Max Ernst Museum, Brühl
- 2018: Drawing Dialogue 2, Astiki Sxoli Katerinis, Griechenland
- 2018: Mein Neues Ich, V_Kunst, Galerie Mühlfeld+Stohrer, Frankfurt
- 2018: Kurzstummfilmfestival, Zeche Carl, Essen
- 2018: World Fair Exhibition, Canton Museum of Art, Ohio, USA
- 2018: What Is A Space Of A Line?, University of Leeds, Leeds, UK
- 2017: LTK4, Lutherturm, Köln
- 2017: Displa(y)ced, Stadtraum Dresden/Kunstverein Alte Feuerwache Loschwitz, Dresden
- 2017: Jackson Pollock Visiting, Galerie an der Ruhr, Mülheim an der Ruhr
- 2017: Let`s Buy It / Kunst Und Einkauf, Ludwiggalerie Schloss Oberhausen, Oberhausen
- 2016: Jahresausstellung, Kunstmuseum Mülheim an der Ruhr, Mülheim an der Ruhr
- 2015: Jahresschau, Kunstmuseum Gelsenkirchen, Gelsenkirchen
- 2015: Kunststoffe, Ludwiggalerie Schloss Oberhausen, Oberhausen
- 2015: One Minute Film & Video Festival, Stadtmuseum Schlössli, Aarau, Schweiz
- 2014: Group Show, Ikosaeder Galerie, Essen
- 2014: Jahresausstellung, Kunstmuseum Mülheim an der Ruhr, Mülheim an der Ruhr
- 2013: Offene Galerie, galerie143, Dortmund
- 2013: One Minute Film & Video Festival, Kino Freier Film, Aarau, Schweiz
- 2013: Akt, Kunsthaus Troisdorf, Troisdorf
- 2013: Paintografie, d-52. raum für zeitgenössische kunst, Düsseldorf
- 2012: Klang, Künstlerverein Walkmühle, Wiesbaden
- 2012: Aus Dem Leben Der Tische..., Museum Abtei Liesborn, Wadersloh
- 2012: 6010 Video- und Filmfestival, Viktoria Kino, Hilchenbach
- 2012: Zwei, Eins, Meins, Museum Folkwang, Essen
- 2011: BLICKE, Blicke, Internationales Filmfestival des Ruhrgebiets, Bochum
- 2011: Offene Galerie, galerie143, Dortmund
- 2011: Tischsitten, Städtische Galerie Sohle 1, Bergkamen
- 2011: Licht QQTec / QQArt Galerie, Hilden
- 2011: Frisch Zubereitet, Ludwig Galerie Schloss Oberhausen, Oberhausen
- 2010: Im Namen Der Lippischen Rose, Museum Burg Horn, Horn-Bad
- 2001: SICHTWERK02, Zeche Zollverein, Essen

## Preise
- 2018: Lisaluna 2018 Short Film Award
- 2016: Ruhrpreis für Kunst und Wissenschaft (Förderpreis)[7]
- 2015: Hungertuch Art Award[8]
- 2010: Partizipia Art Award
- 2000: Bowieart Print Competition